# Heleanna
Heleanna là một chi bướm đêm thuộc phân họ Olethreutinae trong họ Tortricidae.

## Các loài
- Heleanna chloreis (Turner, 1916)
- Heleanna fukugi Nasu, 1999
- Heleanna melanomochla (Meyrick, 1936)
- Heleanna physalodes (Meyrick, 1910)